# Śmigiel
Śmigiel este un oraș în Polonia.